# Anna Schäffer
Anna Schäffer (ur. 18 lutego 1882 w Mindelstetten, zm. 5 października 1925 tamże) – niemiecka tercjarka franciszkańska (OFS), mistyczka, stygmatyczka, święta Kościoła katolickiego.
Anna Schäffer urodziła się w rodzinie zapewniającej religijne wychowanie. 4 lutego 1901 Anna pracując w leśniczówce poślizgnęła się i wpadła obiema nogami do kotła z wrzącym ługiem. W 1902 opuściła szpital, jednak była sparaliżowana. Po wypadku zaczęła doznawać kolejnych mistycznych doświadczeń: w snach ukazał się jej św. Franciszek z Asyżu, a potem Jezus Chrystus. Otrzymała również dar stygmatów.
Zmarła 5 października 1925 w opinii świętości.
7 marca 1999 została beatyfikowana przez Jana Pawła II, a kanonizowana w dniu 21 października 2012 przez Benedykta XVI.